# Lúcifer de Cagliari
Lúcifer de Cálhari ou Lúcifer Calharitano (em latim: Lucifer Calaritanus; em italiano: Lucifero da Cagliari) foi um bispo da Arquidiocese de Cálhari, na Sardenha. Ficou conhecido sobretudo, pela sua oposição ao arianismo.
Ele considerado santo pela Igreja Católica, embora seu culto tenha se tornado motivo de controvérsias. Sua festa ocorre no dia 20 de maio.

## Nome
Seu nome demonstra que Lúcifer não era, pelo menos no século IV, apenas um sinônimo para Satã. Todavia, com os movimentos a partir do século XIX houve certa confusão, dando a entender que luciferianos (diferentemente do sentido teológico que é apresentado aqui) fossem satanistas. É de se observar que isso não faz com que seu culto seja suprimido ou sua canonização reavaliada. Muito embora ele não seja muito citado para evitar mal-entendidos e escândalos.

## Controvérsia ariana

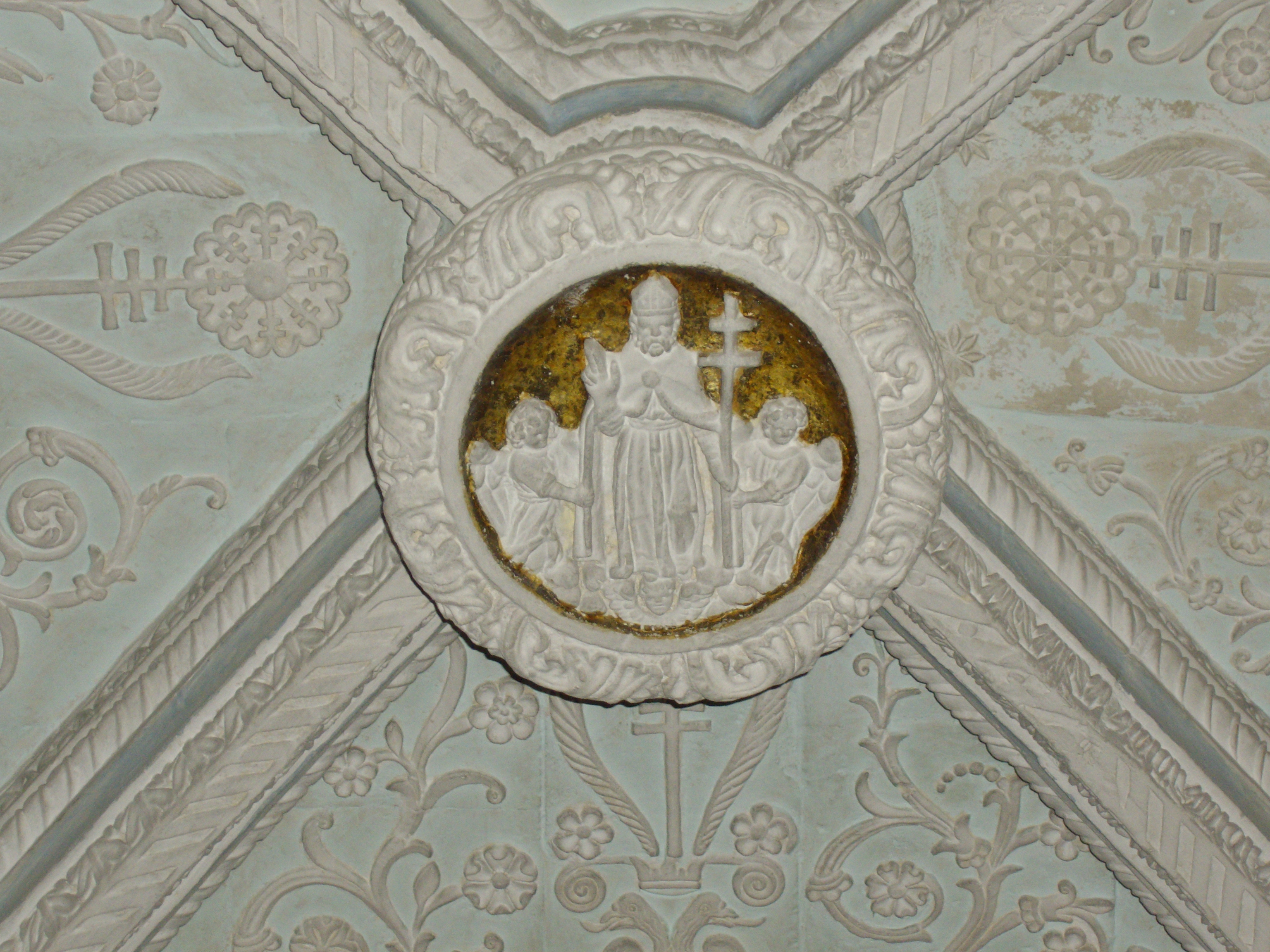
O bispo São Lúcifer retratado na Catedral de Cálhari

No Concílio de Milão em 354 defendeu Atanásio de Alexandria e se opôs a arianos poderosos, o que fez o imperador Constâncio II, simpatizante dos arianos, confiná-lo por três dias no palácio. Durante seu confinamento, Lúcifer debateu tão veementemente com o imperador que ele acabou por ser banido, juntamente com Eusébio de Vercelli e Dionísio de Milão, primeiro à Palestina e depois, para Tebas, no Egito. No exílio escreveu duras cartas ao imperador, que o pôs sob o risco de martírio.
Após a morte de Constâncio e a ascensão de Juliano, o Apóstata, Lúcifer foi solto em 362. Entretanto  não se reconciliaria com antigos arianos ou quem tivesse tido contato com eles. Ele se opôs ao bispo Melécio de Antioquia, que passou a aceitar o credo de Niceia (e por isso foi deposto pelos arianos). Embora Melécio tivesse o apoio de muitos proponentes da teologia de Niceia em Antioquia, Lúcifer apoiou o partido eustatiano, que tinha se mantido firme no credo de Niceia, e prolongou assim o cisma entre os melecianos e os eustatianos ao consagrar, sem licença prévia, um certo Paulino como bispo. Feito isso, ele retornou à Cálhari onde, de acordo com Jerônimo (em De Viris Illustribus - cap. 95 ), ele morreu em 370 dC.
Nos dá uma pista disso os escritos de Santo Ambrósio, Santo Agostinho e São Jerônimo, que referem-se a seus seguidores como luciferianos, uma divisão que surgiu no início do século V. Jerônimo em seu ALTERCATIO LUCIFERIANI ET ORTHODOXI (Altercação entre Luciferianos e Ortodoxos) demonstra quase tudo que se sabe sobre Lúcifer e suas ideias. Inclui-se entre os principais escritos do bispo de Cálhari: DE NON CONVENIENDO CUM HAERETICIS, DE REGIBUS APOSTATICIS, e DE S. ATANASIO.
Após sua morte, os luciferianos foram liderados pelo seu discípulo principal, São Gregório de Elvira.

## Obras
Os escritos de Lúcifer de Cálhari que chegaram até nós, todos do período em que esteve exilado, são direcionados contra o Arianismo e contra a reconciliação com a heresia. Suas obras são escritas na forma de discursos feitos diretamente para Constâncio e repetidamente chamam o imperador pela segunda pessoa. Seus principais escritos são Moriundum esse pro Dei filio ("É necessário morrer para o Filho de Deus"), De non conveniendo cum haereticis ("Sobre não conviver com os heréticos"), De regibus apostaticis ("Sobre reis apóstatas"), De non parcendo in Deum delinquentibus ("Sobre não perdoar aqueles que transgrediram contra Deus") e dois livros sobre Quia absentem nemo debet iudicare nec damnare, sive De Athanasio ("Que ninguém deve ser julgado ou condenado enquanto ausente, ou sobre Atanásio"). Seus textos citam extensivamente a Bíblia e por isso são fontes muito úteis para a Vetus Latina. Também sobreviveram duas cartas que são supostamente correspondências entre Lúcifer e o secretário do imperador, Florêncio, sobre o tema de algumas obras inflamatórias que Lúcifer havia mandado para o imperador.

## Veneração

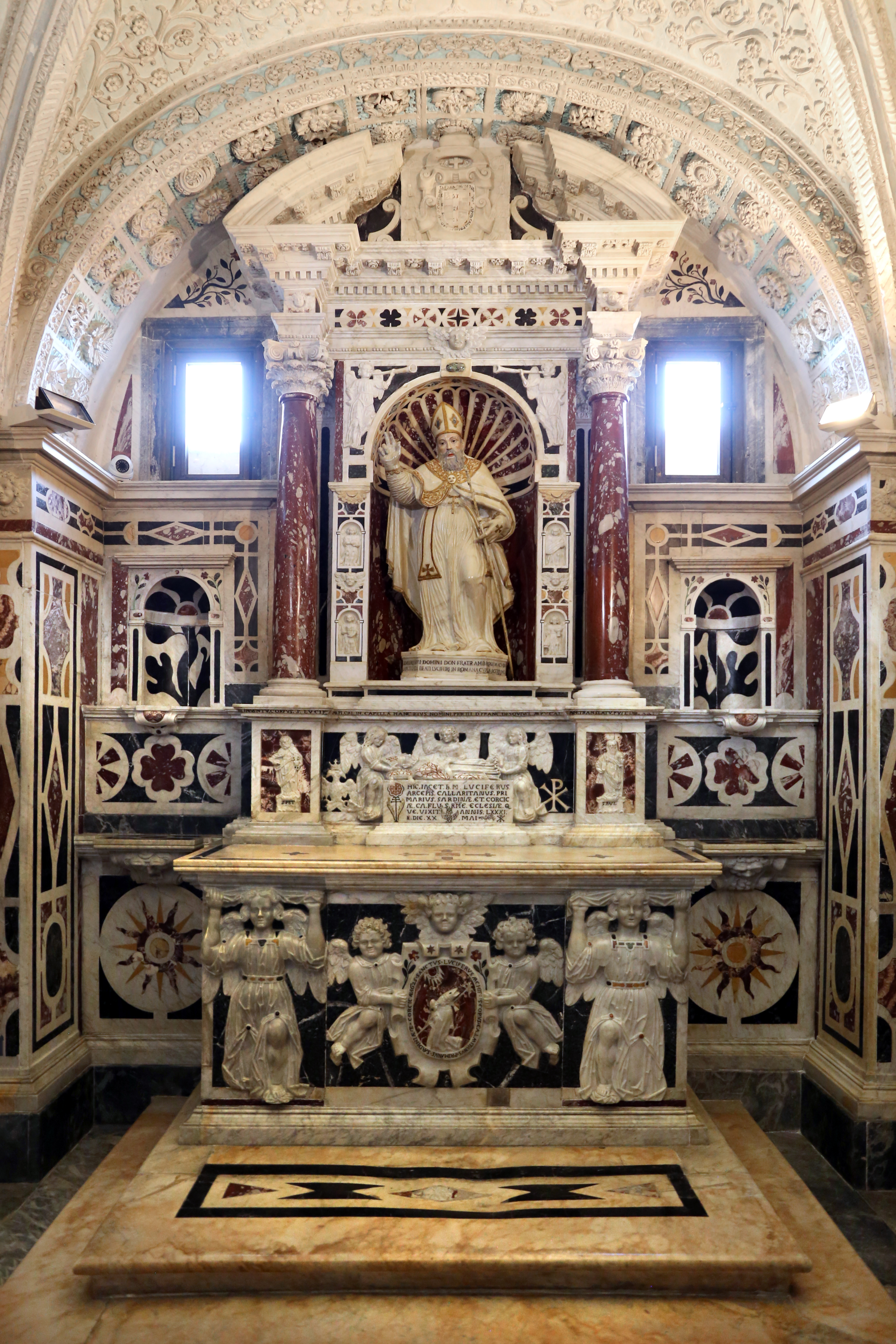
Capela de São Lúcifer na cripta da Catedral de Cálhari, datada de 1626

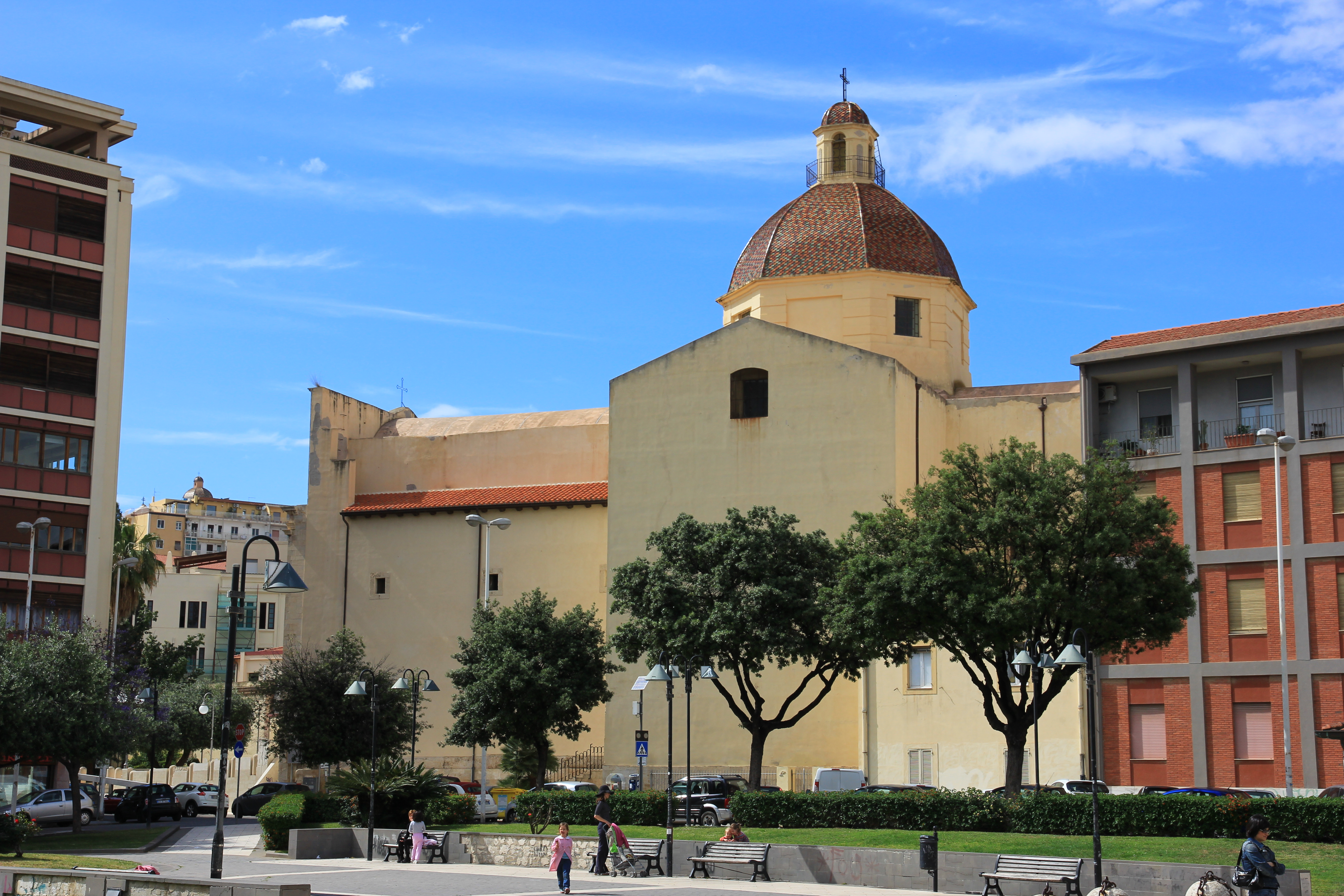
Igreja de São Lúcifer em Cálhari, Itália

O status de Lúcifer como santo é tema de controvérsia. De acordo com John Henry Blunt:
| “ | A igreja de Cálhari celebra a festa de um São Lúcifer em 20 de maio. Dois arcebispos da Sardenha escreveram contra e à favor da santidade de Lúcifer. O Santo Ofício impôs silêncio em ambas as partes e decretou que a veneração de Lúcifer deveria permanecer como está. Os Bolandistas defenderam este decreto da congregação... alegando que o Lúcifer em questão não é o autor do cisma, mas outro que teria sofrido martírio na perseguição dos vândalos | ” |
|   | — Dictionary of Sects, Heresies, Ecclesiastical Parties, and Schools of Religious Thought, John Henry Blunt. |   |